# Charlotte Elisabethe Zobel
Charlotte Elisabethe Zobel (* 29. September 1774 in Heilbronn; † 15. Januar 1806 ebenda) wurde als junge Frau in Heilbronn von Eberhard Gmelin behandelt. Es wurde vermutet, dass sie das Vorbild des Kleistschen Käthchens von Heilbronn gewesen sein könnte.

## Leben
Charlotte Elisabethe Zobel war das jüngste von acht Kindern, die aus der 1759 geschlossenen Ehe des Heilbronner Kaufmanns Heinrich August Zobel (1727–1796) mit Augusta Maria, geb. Volz (1735–1805), hervorgingen. Es war die zweite Ehe Zobels; seine erste Frau Anna Magdalena, geb. Schniz(z)er, war 1757 am Kindbettfieber gestorben. Die Familie wohnte im Haus Nr. 352, später Kaiserstraße 30, in Heilbronn.
Charlotte Elisabethe Zobel, fast gleichaltrig wie Lisette Kornacher, die ebenfalls als ein mögliches Käthchen-Vorbildbild diskutiert wurde, war mit dieser befreundet und wohnte einmal einer heilmagnetischen Schlafbehandlung der Freundin durch Gmelin bei. Diese Sitzung fand am 21. September 1789 statt. 
Charlotte Elisabethe Zobel selbst war etwa ein Jahr vorher ebenfalls eine Patientin Gmelins gewesen. Angeregt worden war die Behandlung durch den Wertheimer Arzt Johann Adam Friedrich Zobel, einen Bruder des Heilbronner Kaufmanns Zobel. Bei einem Besuch in Heilbronn hatte dieser Wertheimer Hofrat sich mit seinem Bruder über Heilmagnetismus unterhalten und sehr interessiert gezeigt, woraufhin er bei Gmelin angefragt hatte, ob er nicht einmal einer Behandlung beiwohnen dürfe. Man hatte sich dann darauf geeinigt, die jüngste Tochter des Kaufmanns Zobel, die seit einigen Jahren Schweißfüße hatte, als "Demonstrationsobjekt" zu verwenden. Charlotte Elisabethe Zobel wurde am 23. Juli 1788 erstmals von Gmelin „magnetisiert“, danach an den drei Folgetagen und ein weiteres Mal am 12. August 1788. Wenig später erkrankte sie an Fieber mit Schüttelfrost und Schweißausbrüchen und wurde mit Salmiak behandelt. Nach der Genesung stellte man am 15. Oktober desselben Jahres fest, dass auch der lästige Fußschweiß nicht mehr auftrat.
Während der Sitzungen mit Gmelin wurde eine enge sympathische Verbindung Charlotte Elisabethe Zobels mit einer ihrer älteren Schwestern, Maria Christina Benigna Reuß (1760–1801), festgestellt, so in der Sitzung vom 26. Juli 1788: Während sie im Schlaf deren Hand hielt, fühlte sie an derselben Stelle des Unterleibs Schmerzen wie die Schwester, die wenige Wochen zuvor ein Kind geboren hatte, und als diese das Kind stillte – es muss sich um den am 8. Juni 1788 in Heilbronn geborenen Karl Christoph Reuß gehandelt haben, stellte die Magnetisierte kribbelnde Empfindungen an ihrer eigenen Brust fest. Ferner ließ sie sich von der Schwester befehlen, um zwölf Uhr aus dem hypnotischen Schlaf aufzuwachen, und kommentierte diesen Gehorsam auch: Der Wille ihrer Schwester könne ihr nicht schädlich sein. Gmelin schilderte die Sitzungen mit der „kleinen Zobel“ ausgiebig in der 19. Geschichte seines Werkes Neue Untersuchungen über den Thierischen Magnetismus.
Charlotte Elisabethe Zobel blieb unverheiratet. Im Alter von 31 Jahren fiel sie einer von französischen Soldaten eingeschleppten Typhusepidemie zum Opfer.

## Käthchen-Theorie
Um 1900 stellte der Heilbronner Stadtchronist Friedrich Dürr die Theorie auf, Heinrich von Kleist sei durch einen Vortrag von Gotthilf Heinrich Schubert in Dresden auf das Thema Heilmagnetismus und auf Eberhard Gmelin aufmerksam gemacht worden. Die Holunderstrauch-Szene in Kleists Stück weist einige Ähnlichkeit mit einer heilmagnetischen, hypnoseähnlichen Sitzung auf. Damit wäre auch ein Bezug zu Heilbronn hergestellt, der aus Kleists Biographie ansonsten nicht hervorgeht. Dürr vermutete, dass Lisette Kornacher, eine Gmelin-Patientin, die Vorlage für die Käthchen-Figur war. Werner von Froreich wies Jahrzehnte später darauf hin, dass der Gmelin-Vortrag Schuberts seine Quelle eher in der Krankengeschichte Charlotte Elisabethe Zobels habe, als in der Lisette Kornachers. Deshalb wurde nun auch Charlotte Elisabethe Zobel als Urbild des Kleistschen Käthchens diskutiert. Christhard Schrenk wollte sich 2009 zwar nicht an den Spekulationen über die Herkunft des Käthchenthemas zu beteiligen, stellte aber sowohl zur Biographie Lisette Kornachers als auch zum Leben Charlotte Elisabethe Zobels Recherchen an.